# Quadro de medalhas dos Jogos Olímpicos de Inverno de 2022

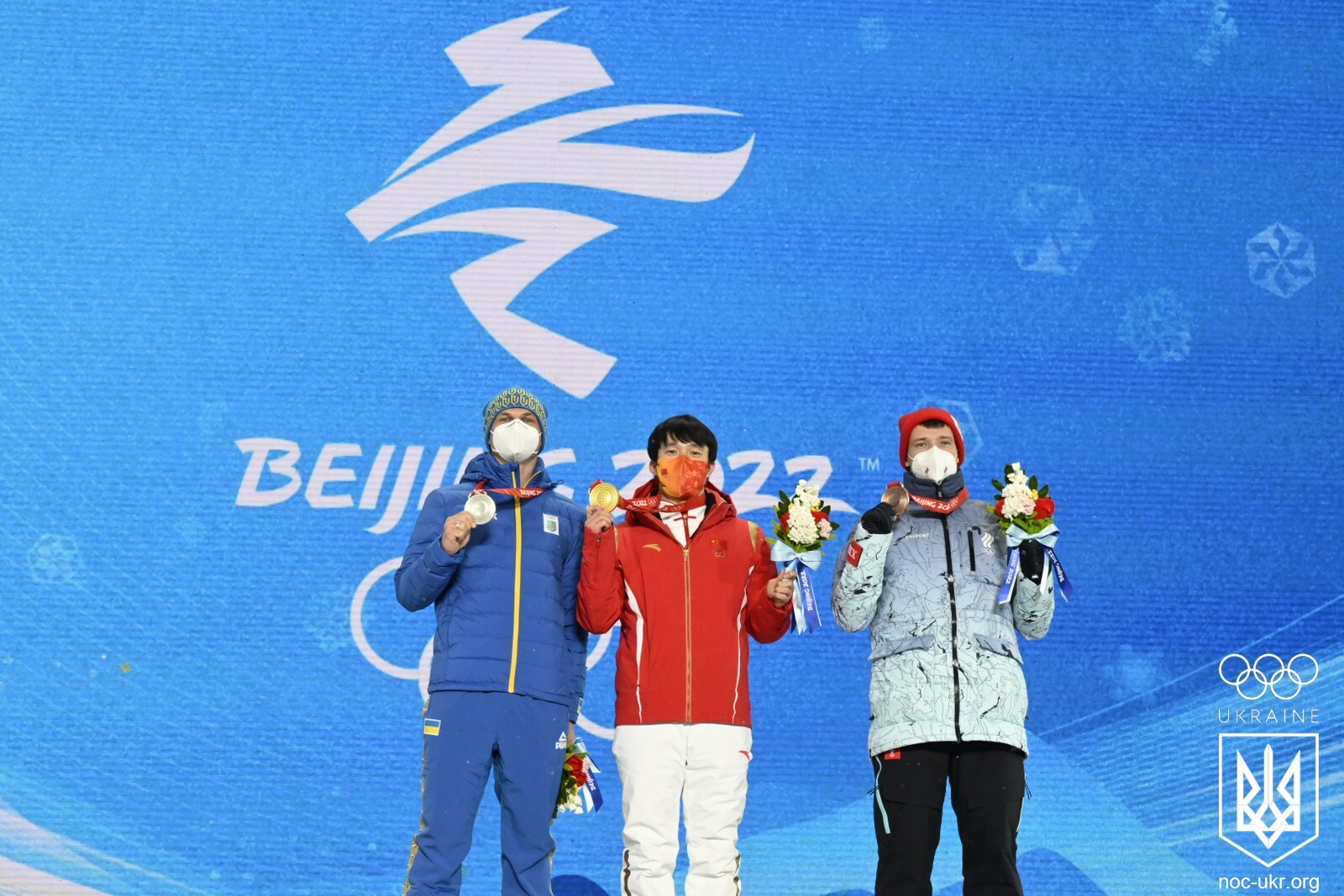
Oleksandr Abramenko (Ucrânia, prata), Qi Guangpu (China, ouro) e Ilya Burov (ROC, bronze) com as medalhas conquistadas no aerials masculino do esqui estilo livre.

O quadro de medalhas dos Jogos Olímpicos de Inverno de 2022 é uma lista que classifica os Comitês Olímpicos Nacionais de acordo com o número de medalhas conquistadas nos Jogos realizados em Pequim, na China. Foram disputadas 109 finais em 15 disciplinas de sete esportes.
A primeira medalha de ouro foi conquistada pela norueguesa Therese Johaug na prova dos 15 km de skiathlon do esqui cross-country. Natalya Nepryayeva, representando os atletas do Comitê Olímpico Russo, e a austríaca Teresa Stadlober, conquistaram as medalhas de prata e bronze, respectivamente.
A Noruega foi a nação mais bem sucedida, tanto em termos de medalhas de ouro (16) quanto de medalhas totais (37). Ao conquistar sua 15ª medalha de ouro, quebrou o recorde de mais ouros em uma única edição de Jogos Olímpicos de Inverno, batendo o próprio recorde junto com a Alemanha, em 2018, e do Canadá em 2010 (todos com 14).
Com nove medalhas de ouro e quinze medalhas no total, a anfitriã China conseguiu seu melhor desempenho em Jogos Olímpicos de Inverno finalizando pela primeira vez na terceira colocação. A Nova Zelândia conquistou sua primeira medalha de ouro em uma edição de inverno com a snowboarder Zoi Sadowski-Synnott no slopestyle feminino, enquanto Bart Swings conquistou a segunda medalha de ouro da Bélgica na história, a primeira desde 1948, na prova da largada coletiva da patinação de velocidade.

## O quadro
O quadro de medalhas está classificado de acordo com o número de medalhas de ouro, estando as medalhas de prata e bronze como critérios de desempate em caso de países com o mesmo número de ouros. O Comitê Olímpico Internacional não reconhece a existência de um quadro de medalhas, alegando que isso cria uma competição entre os países, o que não é o objetivo dos Jogos.
     País sede destacado.
Atualizado em 18h 03min de 28 de julho de 2024 (UTC)
| Ordem | País                | Medalha de ouro | Medalha de prata | Medalha de bronze |     |
| ----- | ------------------- | --------------- | ---------------- | ----------------- | --- |
| 1     | NOR Noruega         | 16              | 8                | 13                | 37  |
| 2     | GER Alemanha        | 12              | 10               | 5                 | 27  |
| 3     | CHN China           | 9               | 4                | 2                 | 15  |
| 4     | USA Estados Unidos  | 8               | 10               | 7                 | 25  |
| 5     | SWE Suécia          | 8               | 5                | 5                 | 18  |
| 6     | NED Países Baixos   | 8               | 5                | 4                 | 17  |
| 7     | AUT Áustria         | 7               | 7                | 4                 | 18  |
| 8     | SUI Suíça           | 7               | 2                | 5                 | 14  |
| 9     | ROC                 | 6               | 12               | 14                | 32  |
| 10    | FRA França          | 5               | 7                | 2                 | 14  |
| 11    | CAN Canadá          | 4               | 8                | 14                | 26  |
| 12    | JPN Japão           | 3               | 6                | 9                 | 18  |
| 13    | ITA Itália          | 2               | 7                | 8                 | 17  |
| 14    | KOR Coreia do Sul   | 2               | 5                | 2                 | 9   |
| 15    | SLO Eslovênia       | 2               | 3                | 2                 | 7   |
| 16    | FIN Finlândia       | 2               | 2                | 4                 | 8   |
| 17    | NZL Nova Zelândia   | 2               | 1                |                   | 3   |
| 18    | AUS Austrália       | 1               | 2                | 1                 | 4   |
| 19    | GBR Grã-Bretanha    | 1               | 1                |                   | 2   |
| 20    | HUN Hungria         | 1               |                  | 2                 | 3   |
| 21    | BEL Bélgica         | 1               |                  | 1                 | 2   |
|       | CZE República Checa | 1               |                  | 1                 | 2   |
|       | SVK Eslováquia      | 1               |                  | 1                 | 2   |
| 24    | BLR Bielorrússia    |                 | 2                |                   | 2   |
| 25    | ESP Espanha         |                 | 1                |                   | 1   |
|       | UKR Ucrânia         |                 | 1                |                   | 1   |
| 27    | EST Estônia         |                 |                  | 1                 | 1   |
|       | LAT Letônia         |                 |                  | 1                 | 1   |
|       | POL Polônia         |                 |                  | 1                 | 1   |
| TOTAL | TOTAL               | 109             | 109              | 109               | 327 |